# گرمان لوپز
گرمان لوپز (انگلیسی: Germán López؛ زاده ۲۹ دسامبر ۱۹۷۱) یک تنیس‌باز اهل اسپانیا است.